# Dromocrona

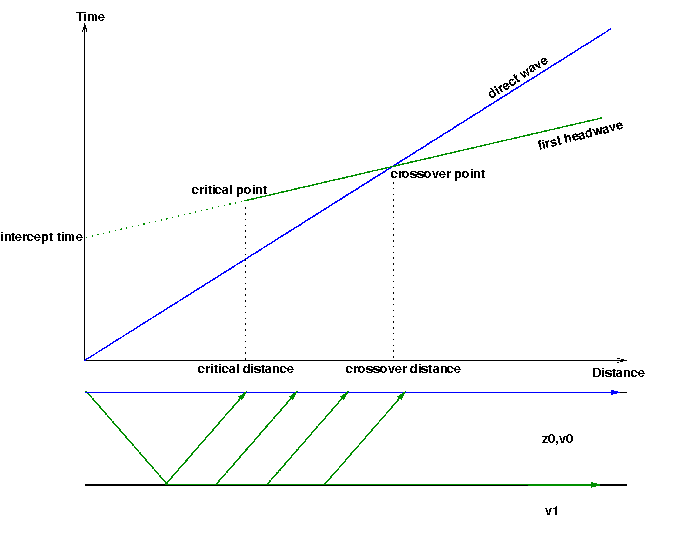
Diagramma spazio tempo con dromocrone

In geofisica, la dromocrona (dal greco dromos corsa e cronos tempo) è il diagramma spazio-tempo che indica i tempi di arrivo delle onde sismiche rifratte,  che risulta da una investigazione del sottosuolo con la tecnica di sismica a rifrazione.
La pendenza del primo tratto di retta è l'inverso della velocità del primo strato (onda diretta), la pendenza del secondo tratto è l'inverso della velocità del secondo strato (onda rifratta) e così via. Quando gli strati nel sottosuolo non sono paralleli ma inclinati si generano le dromocrone coniugate date dalle velocità apparenti. Conoscendo alcuni parametri si risale alla velocità effettiva dell'intervallo roccioso investigato.